# Wacławów (powiat piotrkowski)
Wacławów – wieś w Polsce położona w województwie łódzkim, w powiecie piotrkowskim, w gminie Aleksandrów.
W latach 1975–1998 miejscowość należała administracyjnie do województwa piotrkowskiego.
Na północny wschód od wsi wznosi się Diabla Góra. Przez wieś przebiega  pieszy Szlak Rekreacyjny Rzeki Pilicy. 